# 约翰·冯·帕拉维奇尼

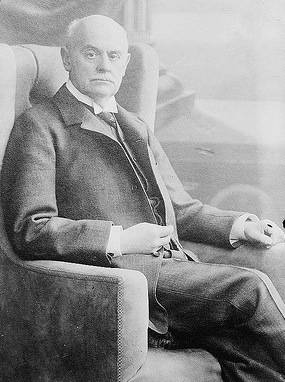
约翰·冯·帕拉维奇尼 (1910年)

约翰·冯·帕拉维奇尼（匈牙利語：Pallavicini János őrgróf，1848年3月18日—1941年5月4日），是奥匈帝国时期外交官。帕拉维奇尼是一名匈牙利贵族，他曾于1899年至1906年间担任驻罗马尼亚全权公使，之后在1906年至1918年转任驻奥斯曼帝国大使。第一次世界大战爆发后，他成功拉拢奥斯曼帝国加入到同盟国阵营。